# Németh Dezső (költő)
Németh Dezső, (’’Dezidériusz’’) (Káptalantóti, 1940. szeptember 27. –) költő. A LANT (1990) folyóirat és a 2004-ben megjelenő Kis Lant Irodalmi Folyóirat főszerkesztője. A költészet és a prózairodalom mellett pasztellkép festéssel és faragással is foglalkozik.

## Életrajza
Káptalantótiban született 1940-ben, szegény sorsú sokgyermekes családban. Tizenkét testvére közül ő a legfiatalabb. Anyja, Polvet Rozália, 44 éves volt a költő születésekor. "Későn születtem, /anyám arcán már /nem ragyogott / pipacslángú nyár." Az idézet, a "Későn születtem "c. verséből való. "Pipacslángú nyár, szőke nádszálak, hold boglyája, vellára szúrt hold, kóróbanya, szélküllős kerék", ilyen és hasonló költői kifejezések váltakoznak a versben. Érzékletesen mutatja be a falusi tájat, és a szülői házat.. Első verseit még iskolás korában írta. Általános iskoláit a Somogy megyei Nagykürtös-pusztán és a Veszprém megyei Káptalantótiban végezte. Budapesten érettségizett, a Bláthy Ottó technikum és főiskolán szerzett oklevelet. Harminc évig foglalkozott elektronikai kutatás-fejlesztéssel. Nyugállományba vonulása után 2000-től folyamatosan képezte magát a mitológia és a költészet területén. Ennek eredménye képpen 2017-ben védte meg a „Mitológiai elemek a magyar költészetben” című értekezését, és Doctorem mundi Mythologist (DmM) tudományos fokozatot szerzett a Változó Világ alapítványi Doktori Iskolában.

## Irodalmi munkáiról
A LANT c. irodalmi folyóiratot 1990-ben dr. Born Miklós ügyvéddel együtt alapították. Alapítás célja: a perifériára szorult írók, költők műveinek közlése, a népies, népi hangvételű irodalom támogatása volt. Sok nehézség árán, néha szünetekkel, de a lap általában kiadásra került. A Kis Lant megjelenéséig, 2004-ig, negyven szám jelent meg, közel 800 oldalon. Önálló verses kötetét 1992-ben adták ki Ikonfal címmel. A válogatott versek híven tükrözik a költői hitvallását. Az indító „Ikonfal” c. versében döbbenetes erővel mutatja meg a történelem és a jelenkor visszásságait: „Jön Hitler, Sztálin, Mao, stb. /Mind az ember fia, kezdődhet a földi komédia.” ; „s doktorrá avatott hullák szívéből /sugárzik a halál.” Költészetére a politikai érzékenység is jellemző. A „Sirató ének” , „Kopanyicán” , „Kaméleonok között” című verseit 1988 és 1991 között, a rendszerváltás időszakában írta. De ide kapcsolható még az 1992-ben írt INRI c. verse is, amely az erőltetett vallásosság jellemtorzító hatását tükrözi.
Költészete sokszínű. A népi hangvételű magyaros verselés ugyanúgy megtalálható alkotásai között, mint az impresszionista vagy szürrealista elemekkel átszőtt versek: Hol van Petőfi Sándor? ; Hajnali kiáltás; Költői látomás. Ihász-Kovács Éva költő „Sirató ének” című verséről így szól: „Ilyen egyszerűen, és fenségesen, még senki nem írta meg kora legszebb versét.” Ugyancsak Ő nevezi el a költőt Dezidériusznak keresztneve és görögös műveltsége miatt. Ő viszont Ihász Kovács Évát „Versszívű asszonynak” hívja, és ilyen címmel verset írt hozzá.
Kísérletező költő. Erre utal a „Versszimfóniák” c. ciklus. Érdekes ritmus és rímek váltakoznak az Opusculumokban. Egy szép és kétkedéssel teli szerelem lenyomatai ezek a „szimfonikus költemények”. Kulimár János nyíregyházi költő és szerkesztő a Véremben oldódnak című kötetében így ír az Ikonfalról „összegezésképpen megfogalmazódik bennem, hogy ezek a versek olyan igazából érzékelhetők, ahogy az ember azonnal zsigereiben érzi a citrom savanyú ízében a nyári esték hűvösét, a megbontott narancs buja illatában a forró déli szerelmet, vagyis minden együtt van, miként Verdi fogalmazta meg valamikor régen követelményként: A kicsi legyen kicsi, a nagy legyen nagy." Gyermekeknek írt verseskötetét 1993-ban „Kacagófa” címmel adták ki, amelyet saját rajzaival illusztrált.

## Legújabb művei
Legújabb verseskötete „Minden arcunkban” címmel jelent meg 2009-ben. A beérett költészet szép példái az itt közreadott versek. Különös figyelmet érdemelnek a Csapda, Irgalmaddal, Gondelégia c. költemények és az „Így irtok én” c. ciklus versei, amelyek a költői beleélés szép példái. 2009-ben jelent meg az Új Minótaurosz című kisregénye, amely scifi elemekre épül. A halál elkerülhetősége, a gondolatok társadalmi színtézise, a terrorizmus, és a mesterséges emberrel megjelenő konfliktus a könyv fő mondanivalója. A könyv folytatásaként írta meg az Új Kerberosz című könyvet, amely még nem került kiadásra. Ugyancsak 2008-ban jelent meg a Táltosének című lírai elbeszélő költeménye, amely a magyar hiedelemvilág és a magyar mitológia alapján íródott. Az énekek a magyar népdalok kétütemű hatos verselését követik kissé modern felfogásban.
Akár pasztell képei és faszobrai is legnagyobbrészt erről a témáról szólnak.

## Művei
- Ikonfal (versek), ISBN 963-04-2690-0, Tinódi Klub 1992.
- Kacagófa (gyermekversek), ISBN 963 04 3044 4, Tinódi Klub 1993.
- Táltosének (lírai elbeszélő költemény), ISBN 978-963-06-4207-1, Püski nyomda 2008.
- Új Minótaurosz (scf. kisregény), ISBN 978-963-9888-81-4, AD LIBRUM, Budapest 2009.
- Minden arcunkban (versek) ISBN 978-963-239-043-7, Révai Dig. Kiadó, Budapest 2009.
- Költő a keresztúton (válogatott versek) ISBN 978-615-5266-02-7, Rím Könyvkiadó, Budapest 2012.
- Madáristen világfán énekel (mitológia) ISBN 978-963-12-2339-2, Lant Irodalmi Klub, Budapest 2015.
- Tóti legendárium (helytörténet) ISBN 978-963-12-3837-2, Lant Irodalmi Klub, Budapest 2015.
- LANT Irodalmi Folyóirat, ISSN 0865-8633.
- Kis Lant Irodalmi Folyóirat, ISSN 1788-7542 (Nyomtatott), 1788 7631 (Online).

## Egyéb művek
- Enéh szobor Káptalantóti főterén, www.kislant.hu , Wikipédia: Káptalantóti, Wikipédia: Kis Lant
- Pasztell képek és faszobrok, állandó kiállítás a Tóti Galériában, www.kaptalantoti.hu

## Külső hivatkozások
- www.kislant.hu
- www.kaptalantoti.hu
- Táltosének